# Andrew Gachkar
Andrew Gachkar (Cheraw, 4 novembre 1988) è un giocatore di football americano statunitense che gioca nel ruolo di linebacker per i Dallas Cowboys della National Football League (NFL). Fu scelto nel corso del settimo giro (234º assoluto) del Draft NFL 2011 dagli Atlanta Falcons. Al college ha giocato a football all'Università del Missouri.

## Carriera professionistica

### San Diego Chargers
Gachkar fu scelto dai San Diego Chargers nel corso del settimo giro del Draft 2011. Nella sua stagione da rookie disputò tutte le 16 partite, nessuna delle quali come titolare, mettendo a segno 15 tackle. Nella settimana 15 della stagione 2012 mise a segno il suo primo sack in carriera contro i Carolina Panthers. La sua annata si concluse con 23 tackle e un sack in 16 presenze.

### Dallas Cowboys
Il 15 marzo 2015, Gachkar firmò un contratto biennale del valore di 5,5 milioni di dollari con i Cowboys.

## Statistiche
| Partite totali      | 64  |
| Partite da titolare | 8   |
| Tackle              | 120 |
| Sack                | 2,0 |
| Intercetti          | 0   |
| Fumble forzati      | 1   |

Statistiche aggiornate alla stagione 2014